# 卑南地方會議區
卑南地方會議區，正式名稱為東部地方會議區（荷蘭語：Oosterlijke Landdag），是臺灣荷治時期之行政區劃之一，由荷蘭東印度公司於1644年劃定。

## 簡介
卑南地方會議區為1644年至1661年的東臺灣行政區。位置範圍約指臺東區域。該區域統治數十個臺灣原住民族社，為東臺灣最早之行政區劃。該會議區與其他三個臺灣行政區劃相同，不設各區統治者，而是由該區劃轄下歸順的原住民族社長老直接向大員長官負責。